# 圣马丁德奥斯科斯
圣马丁德奥斯科斯，是西班牙阿斯图里亚斯的一个市镇。总面积67平方公里，总人口494人（2001年），人口密度7人/平方公里。